# Омарбеков, Егемберди
Егемберди Омарбеков (1925 год, аул Монтайташ, Бугунский район, Чимкентская область, Киргизская АССР, РСФСР, СССР — 1995) — колхозник, чабан, Герой Социалистического Труда (1966). Заслуженный мастер животноводства Казахской ССР.

## Биография
Родился в 1925 году в ауле Монтайташ, Чимкентская область (сегодня — Ордабасинский района Южно-Казахстанской области, Казахстан). В 1945 году вступил в колхоз «Кок-Булан» Бугунского района Чимкентской области. Работал чабаном. С 1955 года трудился старшим чабаном в совхозах «Куюк» и имени Жданова Бугунского района.
В 1954 году, будучи чабаном совхоза имени Жданова, вырастил 110 ягнят от 100 овцематок при плане 96 ягнят. С каждой овцы получил в среднем по 4,6 килограммов шерсти. В 1953—1965 годах он ежегодно получал в среднем по 122—142 ягнят от 100 овцематок. С каждой овцы в эти годы он получал по 5 — 6,34 килограмма шерсти. За этот доблестный труд был удостоен в 1966 году звания Героя Социалистического Труда.
В 1967 году был удостоен звания Заслуженного мастера животноводства Казахской ССР.

## Награды
- Герой Социалистического Труда — указом Президиума Верховного Совета СССР от 22 марта 1966 года;
- Орден Ленина (1966).